# Рэндолф, Пейтон
Пейтон Рэндолф (англ. Peyton Randolph; 10 сентября 1721, Уильямсберг, Виргиния, Великобритания — 22 октября 1775, Филадельфия, Пенсильвания (провинция), Великобритания) — американский плантатор и политический деятель, спикер Палаты Бюргеров, президент Вирджинского собрания и первый президент Соединённых Штатов в Континентальном конгрессе (эта должность, несмотря на название, в сущности представляла собой спикера парламента).

## Биография
Пейтон Рэндолф — сын сэра Джона Рэндольфа, генерального прокурора Вирджинии, он скончался, когда сыну было 16 лет. Внук Уильяма Рэндольфа.
Пойдя по стопам отца, Пейтон получил юридическое образование в Лондоне, затем вернулся в Вирджинию и в 1744 году был назначен генеральным прокурором колонии, занимал этот пост до 1766 года, одновременно являясь депутатом законодательного органа колонии — Палаты Бюргеров. К моменту роспуска Палаты в 1769 году занимал пост её председателя.
В 1774 году был избран председателем Первого Континентального конгресса, в 1775 году непродолжительное время председательствовал на Втором Континентальном конгрессе. Причиной недовольства американских колонистов британскими колониальными властями был Гербовый акт, обложивший королевских подданных в Америке прямым налогом на содержание колониальных войск — часть конгрессменов выступала с радикальными лозунгами, в том числе о сецессии (что в конечном итоге и произошло, приведя к войне за независимость США). Рэндолф выступал с умеренных позиций, против независимости колоний.
В честь Рэндолфа назван округ Рандолф (англ. Randolph County) в штате Северная Каролина.